# Jó utat, Charlie Brown! (…és vissza se gyere!)
A Jó utat, Charlie Brown! (...és vissza se gyere!) (eredeti cím: Bon Voyage, Charlie Brown (and Don't Come Back!)) 1980-ban bemutatott amerikai rajzfilm, amely a Peanuts-sorozat negyedik filmje. Az animációs játékfilm rendezője Bill Melendez, producerei Lee Mendelson és Bill Melendez. A forgatókönyvet Charles M. Schulz írta, zenéjét Ed Bogas és Judy Munsen szerezte. A mozifilm a Bill Melendez Films, a Lee Mendelson Films és a United Feature Syndicate gyártásában készült, a Paramount Pictures forgalmazásában jelent meg. Műfaja kalandos filmvígjáték.
Amerikában 1980. május 3-án mutatták be a mozikban. Magyarországon két szinkronos változat is készült belőle, amelyekből az elsőt 1990-ben adták ki VHS-en, a másodikat 1998. szeptember 13-án a TV2-n vetítették le a televízióban.

## Cselekmény
Charlie Brown, Linus, Patty és Marcie külföldi utazásra indulnak cserediákokként és velük tart Snoopy és Woodstock is. Lucy van Pelt örömmel búcsúzik és azt mondja magában Charlie Brown-nak, hogy vissza se gyere. Az Amerikai Egyesült Államokból repülővel át utaznak Angliába. Onnan pedig hajóval utaznak át Franciaországba. Mindannyian nagyon izgatottak utazás közben. Charlie Brown-nak levele érkezik egy titokzatos francia lánytól. Sok élménybe van részük külföldi utazásuk során. Végül ugyan azon az úton mennek haza, hajóval és repülővel, ahol jöttek.

## Szereplők
| Szereplő            | Eredeti hang | Magyar hang                     | Magyar hang                    |
| Szereplő            | Eredeti hang | 1. magyar szinkron (VICO, 1990) | 2. magyar szinkron (TV2, 1998) |
| ------------------- | --- | ------------------------------- | ------------------------------ |
| Snoopy              | Bill Melendez | saját hangján                   | saját hangján                  |
| Snoopy              | A fehér szőrű, fekete fülű, fekete orrú kutya, aki együtt utazik a gyerekekkel.                                                                                  |                                 |                                |
| Woodstock           | Bill Melendez | saját hangján                   | saját hangján                  |
| Woodstock           | A sárga tollú kanári, aki együtt utazik a gyerekekkel. |                                 |                                |
| Charlie Brown       | Arrin Skelley | Lukácsi József                  | Minárovits Péter               |
| Charlie Brown       | Az elöl egy szál göndör frufrus, hátul három szálú fekete hajú, sárga-fekete mintás ruhás fiú, aki levelet kapott egy francia lánytól és Franciaországba utazik. |                                 |                                |
| Linus van Pelt      | Daniel Anderson | Bor Zoltán                      | Szokol Péter                   |
| Linus van Pelt      | A valamennyi fekete hajszálú, piros-fekete csíkos ruhás, kék kendős fiú, aki utazik a többiekkel.                                                                |                                 |                                |
| Peppermint Patty    | Laura Planting | Kiss Erika                      | Náray Erika                    |
| Peppermint Patty    | A barna hajú, zöld-fekete csíkos ruhás lány, aki együtt utazik a csapattal.                                                                                      |                                 |                                |
| Marcie              | Casey Carlson | Zsurzs Kati                     | Kiss Erika                     |
| Marcie              | A vörös hajú, piros ruhás szemüveges lány, aki Franciaországban tolmácsol.                                                                                       |                                 |                                |
| Violette            | Roseline Rubens | Farkasinszky Edit               | Dögei Éva                      |
| Violette            | A vörös-szőke hajú, fehér ruhás, rózsaszín nadrágos francia lány, aki a bácsikájával lakik, a kastélyban.                                                        |                                 |                                |
| Pierre              | Pascale de Barolet | Bardóczy Attila                 | Fekete Zoltán                  |
| Pierre              | A vörös hajú, szürke inges francia fiú, aki a farmon lakik. |                                 |                                |
| Sally Brown         | Annalisa Bartolin | Papp Ágnes                      | Oláh Orsolya                   |
| Sally Brown         | A szőke hajú, kék-fekete pöttyös ruhás lány, aki izgatott az utazáson.                                                                                           |                                 |                                |
| Lucy Van Pelt       | Laura Planting | Farkasinszky Edit               | Oláh Orsolya                   |
| Lucy Van Pelt       | A fekete hajú, kék ruhás lány, aki nem erre az utazásra vágyik.                                                                                                  |                                 |                                |
| Utaskísérő nő       | Debbie Muller | Papp Ágnes                      | Simon Eszter                   |
| Utaskísérő nő       | |                                 |                                |
| Tanárnő             | Debbie Muller | Kocsis Judit                    | Halász Aranka                  |
| Tanárnő             | |                                 |                                |
| Violette nagybátyja | Scott Beach | Jakab Csaba                     | Uri István                     |
| Violette nagybátyja | |                                 |                                |
| Vasúti jegyszedő    | Scott Beach | Csonka András                   | Beratin Gábor                  |
| Vasúti jegyszedő    | |                                 |                                |
| Útlevél ellenőr     | Scott Beach | Szabó Sipos Barnabás            | Simon Aladár                   |
| Útlevél ellenőr     | |                                 |                                |
| Pincér              | Scott Beach | Bognár Zsolt                    | Seder Gábor                    |
| Pincér              | |                                 |                                |
| Tenisz bíró         | Scott Beach | Rosta Sándor                    | Simon Aladár                   |
| Tenisz bíró         | |                                 |                                |
| Taxi sofőr          | Scott Beach | Both András                     | Beratin Gábor                  |
| Taxi sofőr          | |                                 |                                |
| Autó kölcsönző      | Scott Beach | saját hangján                   | saját hangján                  |
| Autó kölcsönző      | |                                 |                                |

## Televíziós megjelenések
Az új magyar szinkronnal a televízióban vetítették le.
- TV2, Paramount Channel
- Viasat 3